# Antoniadi Dorsum
Antoniadi Dorsum est une crête ridée située sur Mercure dans le quadrangle de Victoria H-02. Elle fait partie du système Victoria-Endeavour-Antoniadi (VEA).

## Appellation
En 1976, l'UAI valide son nom dans la nomenclature des systèmes planétaires mercuriens en donnant, comme pour toutes les nouvelles crêtes, un nom d'astronome ayant étudié Mercure. L’Union astronomique internationale (UAI) a choisi le nom de l'astronome franco-grec Eugène Antoniadi pour sa cartographie très précise de Mercure au début du XXe siècle.

## Relief géologique

### Intérêt géologique
La crête Antoniadi Dorsum traverse le cratère Geddes dont l'intérêt géologique est complexe, au centre du sol de ce cratère se trouve une grande dépression avec une couleur similaire aux zones associées au volcanisme explosif suggérant une déformation tectonique et un volcanisme.

### Position
L'étude détaillée de Valentina Galluzzi et al montre que le réseau Victoria – Antoniadi définit un renflement central longitudinal tectonique sans faille limité à l'ouest par Carnegie Rupes. La crête fait partie du réseau principal de failles situées le long du système Victoria-Endeavour-Antoniadi (VEA) sur 900 km de long, actif jusqu'à environ 3,7 GA. Le réseau est segmenté en trois secteurs différents, il est orienté nord-nord-ouest sud-sud-est, lié à la présence de trois évents volcaniques situés aux limites entre chaque secteur et à l'extrémité nord du secteur Victoria Rupes, suggérant que le volcanisme et les failles sont interdépendants,. Un deuxième système de failles orienté nord-est sud-ouest est séparé du réseau d'Antoniadi Dorsum par un probable renflement tectonique.

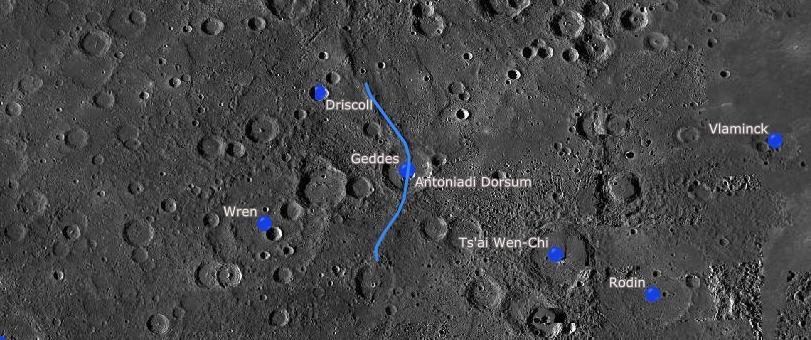
Cratère Geddes traversé par Antoniadi Dorsum

### Caractéristiques
La surface de Mercure alterne les plaines lisses probablement d'origine volcanique et les zones rugueuses piquetées de cratères d'impact traversés parfois par des dorsa, rupes, vallées... Antoniadi Dorsum représente une des classes relativement rares de reliefs tectoniques historiquement appelées crêtes à haut relief. Les autres éléments du système VEA, est caractérisée par ces crêtes à haut relief ou des escarpements lobés proéminents avec des traces de segments bien nettes. 

## Galerie

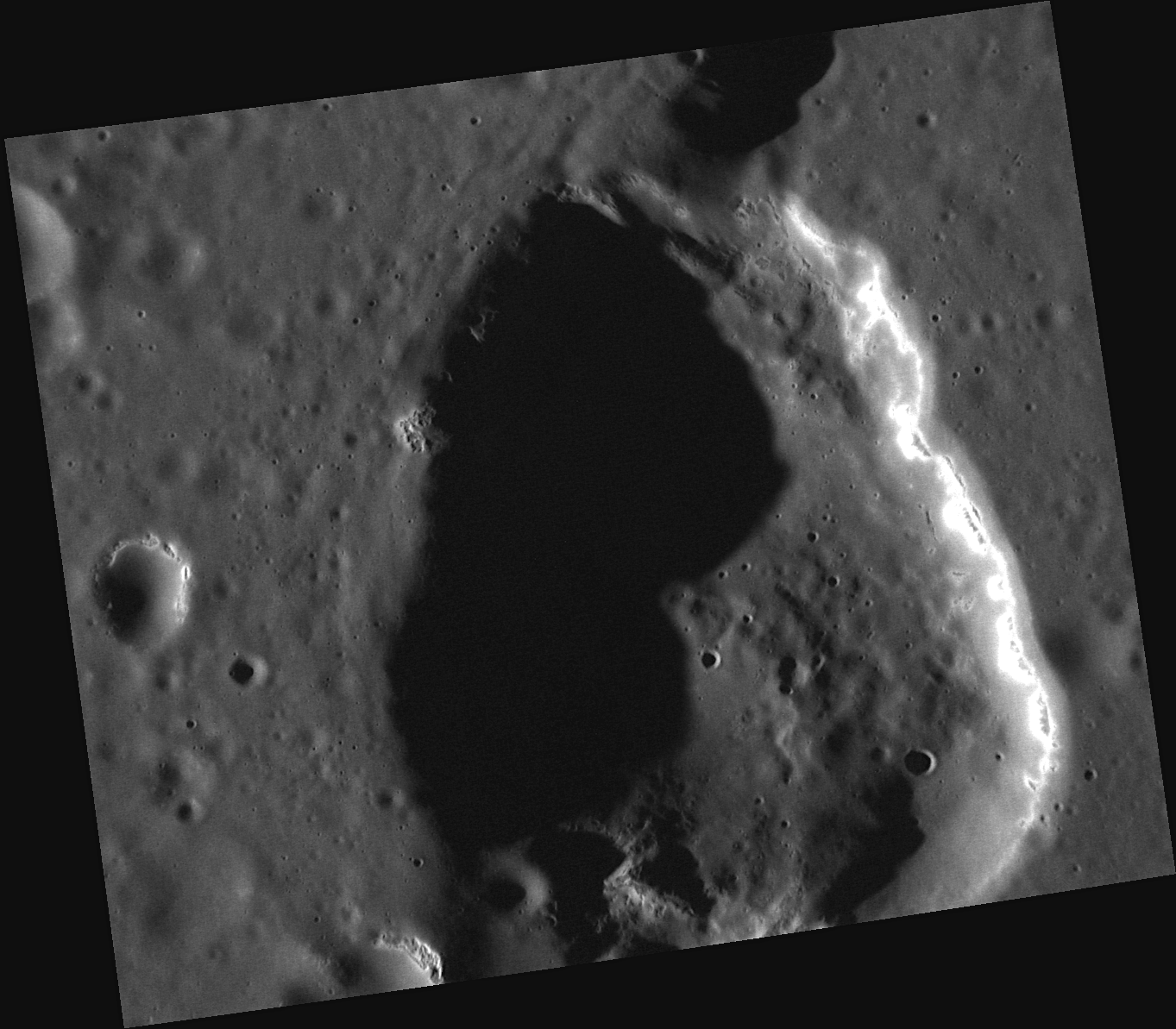
Cratère Geddes traversé par Antoniadi Dorsum
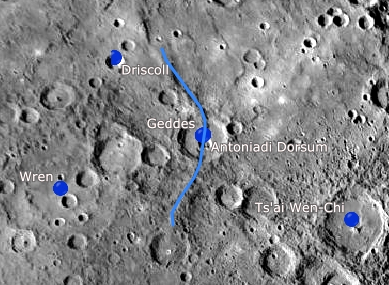
Image Mariner 10 Antoniadi Dorsum reliant deux cratères non nommés, et coupant le cratère Geddes
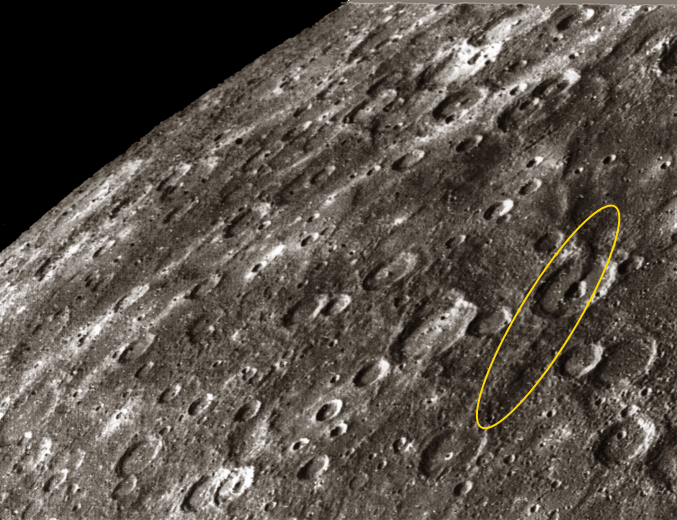
Vue oblique du cratère Wren et de ses environs sur Mercure à bord du Mariner 10. À droite Antoniadi Dorsum.